# Landskrona (đô thị)

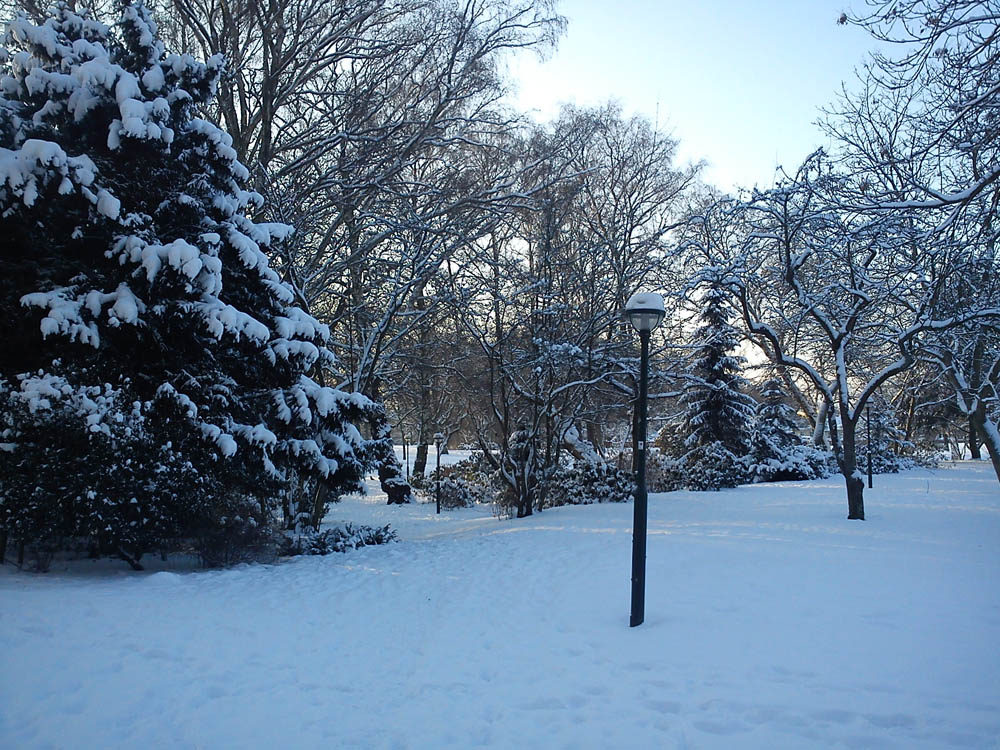
Mùa Đông ở Landskrona

Đô thị Landskrona (Svedala kommun) là một đô thị ở hạt Skåne ở phía nam Thụy Điển, ngày đông nam Malmö. Thủ phủ là thị xã Landskrona.
Đô thị hiện nay là kết quả của các cuộc sáp nhập vào năm 1952, 1967, 1974 và 1977. 

## Các địa phương
Có 8 khu vực địa phương ở đô thị Svedala.
Trong bảng dưới đây, dân số theo số liệu tại thời điểm ngày 31/12/2005.
| # | Địa phương     | Dân số |
| - | -------------- | ------ |
| 1 | Landskrona     | 28.670 |
| 2 | Häljarp        | 2.561  |
| 3 | Glumslöv       | 1,861  |
| 4 | Asmundtorp     | 1,551  |
| 5 | Saxtorpsskogen | 729    |
| 6 | Härslöv        | 401    |
| 7 | Annelöv        | 341    |
| 8 | Kvärlöv        | 206    |